# Melodinus reticulatus
Melodinus reticulatus là một loài thực vật có hoa trong họ La bố ma. Loài này được Boiteau mô tả khoa học đầu tiên năm 1975.